# Churrätien
Churrätien var ett tidigare landskap i nuvarande Schweiz och Italien vars kärna utgjordes av den nuvarande kantonen Graubünden och landskapet Vinschgau i Sydtyrolen. 

## Romerskt ursprung

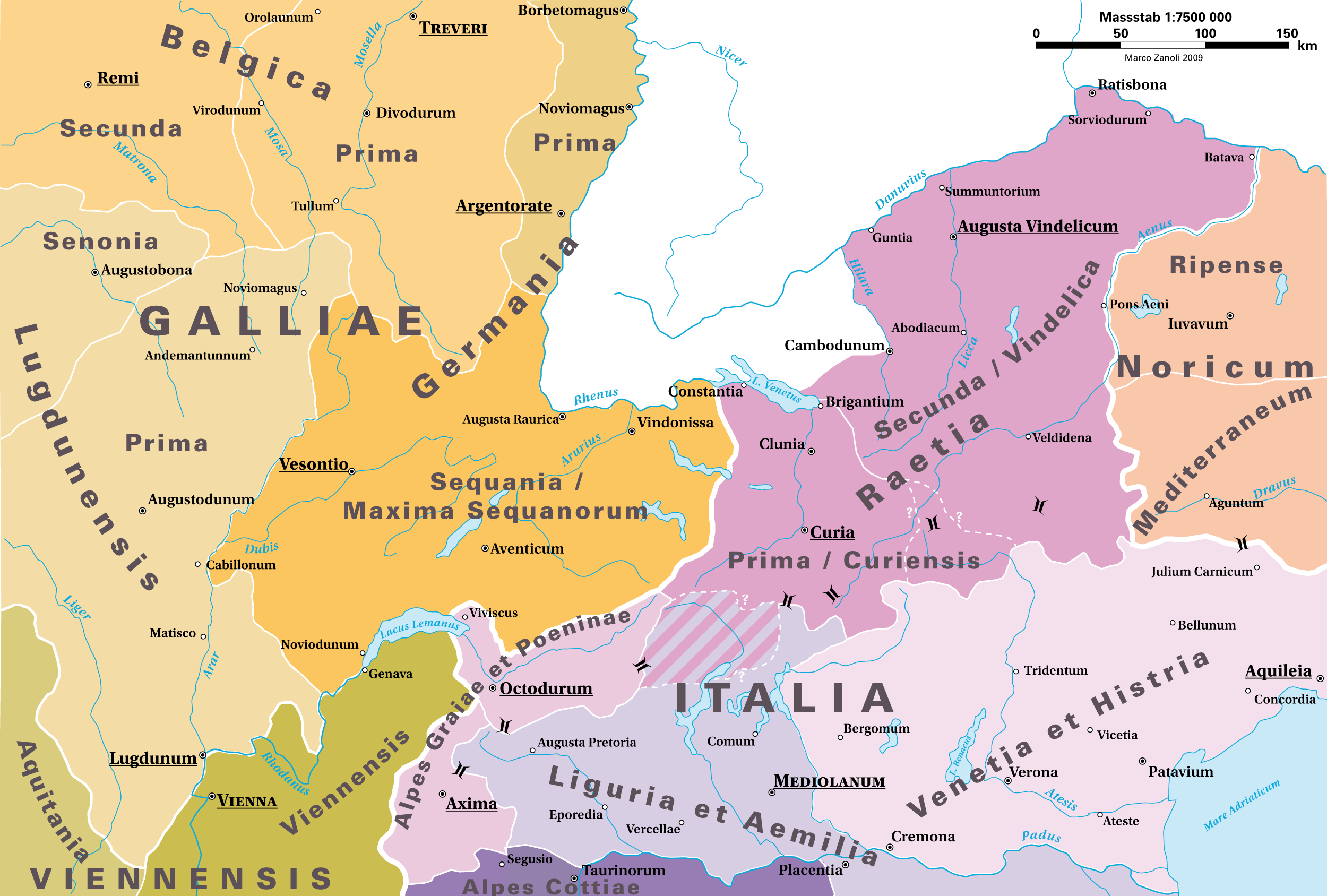
Raetia Prima och Secunda omkring 395.

Churrätien uppstod ur den romerska provinsen Raetia Prima, vars huvudstad var Curia Raetorum, som låg i centrum av den moderna staden Chur. Churrätien tillföll Austrasien strax efter 536. På sex- och sjuhundratalet hade Churrätien som gränsområde en halvt självständig ställning inom det frankiska riket. Den lokala härstarätten, Zacconerna, förenade den världslig och kyrkliga makten i sin familj. Karl den store införde 805 grevskapsförvaltningen i Churrätien. Då delades den världsliga och den kyrkliga makten och grevskaps- och biskopsgodsen åtskildes.

## Östfrankiska riket

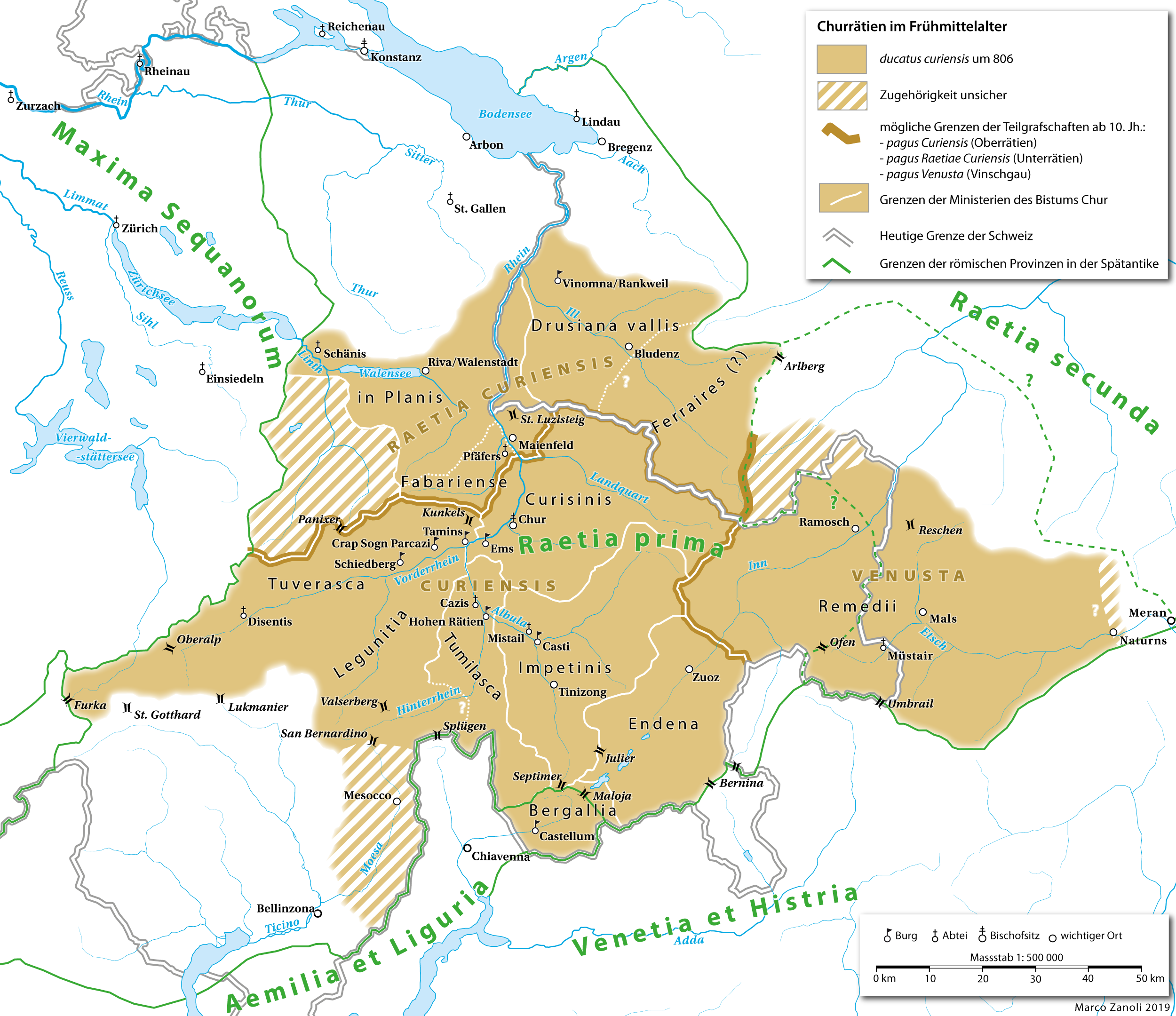
Churrätien under tidig medeltid.

Vid riksdelningern 843 tillföll Churrätien det östfrankiska riket. Churs stift överfördes från kyrkoprovinsen Milano till kyrkoprovinsen Mainz vilket befordrade den sedan 805 pågående germaniseringen av landskapets kyrkliga och världsliga elit. I slutet på niohundratalet var landskapet delat i tre grevskap: Övre och Nedre Rätien samt Vinschgau. Grevskapet Vinschgau tillföll 1141 Grevskapet Tyrolen.

## Territorialfurstendömen

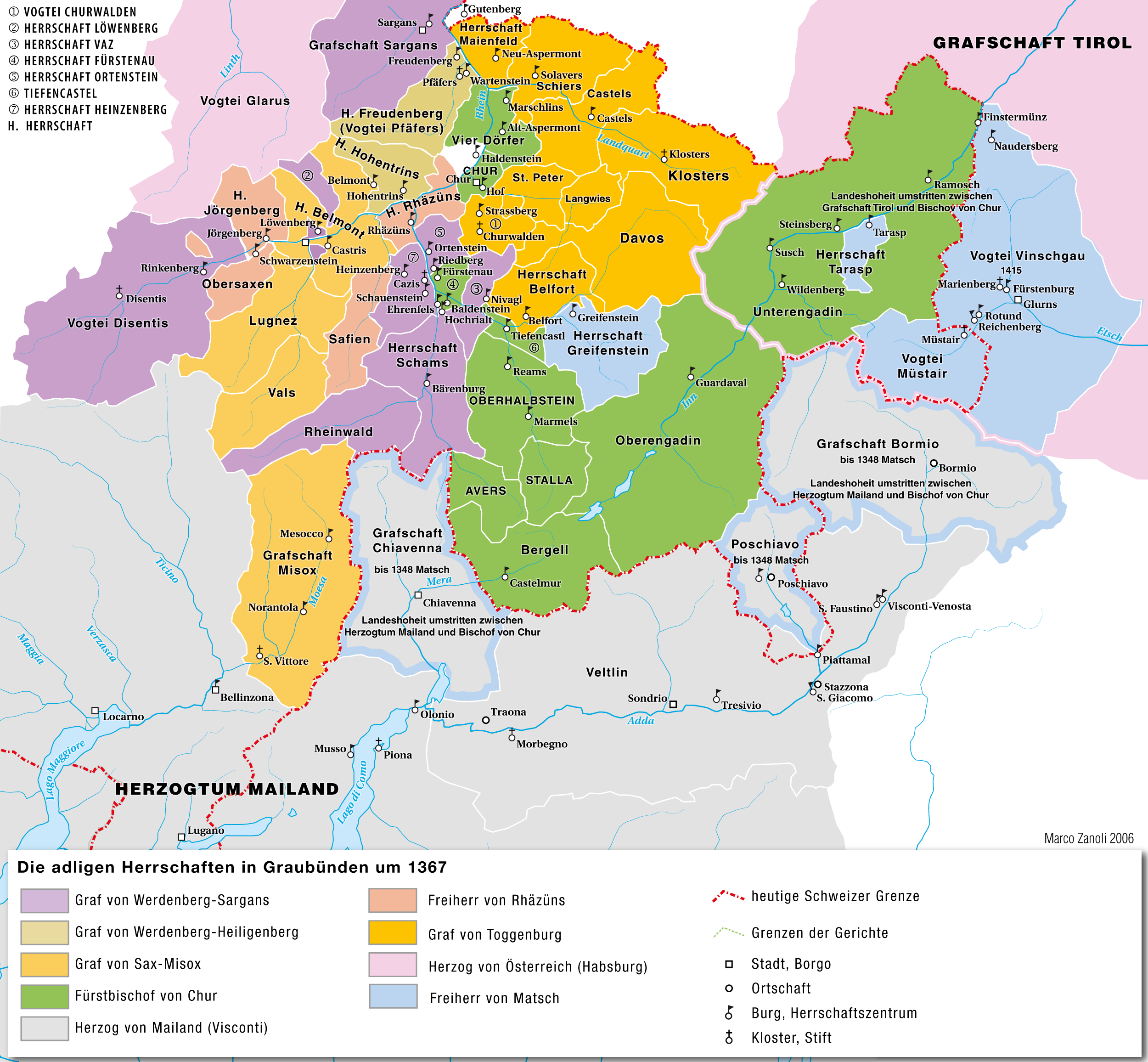
Churrätien under högmedeltiden med de olika territorialherrarnas välden.

Under tiohundratalet började en process då makten övergick från externa makthavare till inhemska eliter. Ett tecken på detta är det omfattande borgbyggandet, som började på tiohundratalet och nådde sin höjdpunkt mellan mitten på elvahundratalet och början på trettonhundratalet. En av de mäktigaste lokala makthavarna var biskopen av Chur vars världsliga välde utvecklades till furstbiskopdömet Chur. Biskopen kontrollerade sedan början på tiohundratalet staden Chur med omland, Bergell och större delen av Övre Engadin där biskopen köpte stora markområden i början på elvahundratalet. I Nedre Engadin förvärvade biskopen äganderätten över Tarasp och förfogade över det biskopliga klostret i Müstair och dess besittningar i Val Müstair.
I Vorderrheins övre dalgångar (Surselva) upprättade klostret Disentis ett territorialherradöme vilket gick under namnet Cadi (Casa Dei). Klostret fick dock konkurrens av flera lokala adelsätter om väldet i Surselva. I konkurrens med biskoparna av Chur upprättade friherrarna av Vaz ett eget territoriavälde grundat på de rikslän och riksgods de övertog i Obervaz, nämligen i området för klostret Churwalden, som de stiftade, och i Alvaschein. Vid den friherrliga ättens utdöende på trettonhundratalet övergick deras rättigheter på grevarna av Werdenberg-Sargans.

## Graubündens uppkomst

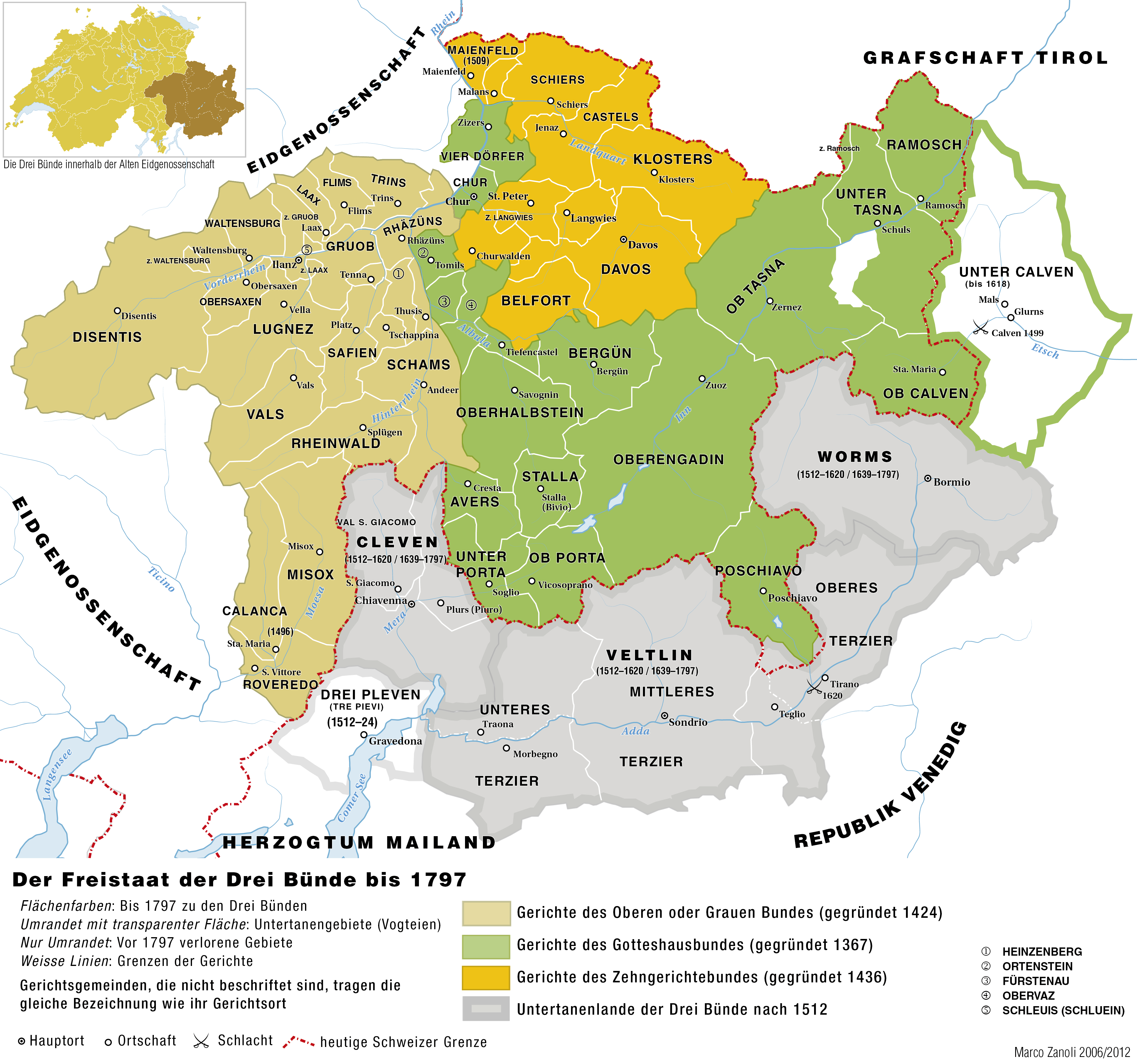
Konfederationen Drei Bünde 1524-1797 med de tre medlemsstaterna, Gotteshausbund, Grauer Bund och Zehngerichtebund.

Under tretton- och fjortonhundratalet övergick makten inom Churrätiens territorialfurstendömen gradvis över från furstarna till ständerna genom en långsam process där ständernas förbund för ömsesidigt beskydd efterhand övertog allt mer av statsmakten tills nya statsmakter hade uppstått. Början togs i furstbiskopdömet Chur där domkapitlet, de biskopliga ministerialierna, staden Chur och ett antal biskopliga domsagor och kommuner 1367 slöt sig samman till Gotteshausbund för att förhindra att habsburgarna tog kontroll över furstbiskopdömet. Det övre eller Grauer Bund bildades 1424 som en reaktion på de talrika fejder och småkrig som ägde rum mellan lokala adelsfamiljer, klostret Disentis och furstbiskopen av Chur. Sedan den grevliga ätten Toggenburg dött ut 1436 slöt sig de churrätiska delarna av grevskapet samman i ett förbund, Zehngerichtebund. De tre churrätiska ständerförbunden slöt sig 1524 samman och bildade konfederationen Drei Bünde. Det var en konfederation vilken var sammansatt av tre förbund, där varje kommun var en egen republik.